# Hendrina Das
Hendrina Das (Leiden, 1691 - Amsterdam, 1758) was een Nederlandse, vrouwelijke zilversmid. Zij was een specialiste in het vervaardigen van gegraveerde zilveren tabaksdozen en zilveren lodereindoosjes. Het meesterteken van Hendrina Das was een klaverblad.